# Brasiliscincus
Brasiliscincus – rodzaj jaszczurek z podrodziny Mabuyinae w rodzinie scynkowatych (Scincidae).

## Zasięg występowania
Rodzaj obejmuje gatunki występujące endemicznie w Brazylii. 

## Systematyka

### Etymologia
Brasiliscincus (rodz. męski): port. Brasil „Brazylia”; łac. scincus „rodzaj jaszczurki, scynk”.

### Podział systematyczny
Do rodzaju należą następujące gatunki: 
- Brasiliscincus agilis
- Brasiliscincus caissara
- Brasiliscincus heathi